# Daemon Tools
Daemon Tools (offiziell als „DAEMON Tools“ bezeichnet, kurz auch „Daemon“ oder „DT“) ist ein Windows-Programm zum Emulieren optischer Laufwerke. Daemon Tools Lite wird als Adware vertrieben. Es werden auch werbefreie Versionen mit zusätzlichen Funktionen gegen Lizenzgebühr vertrieben.

## Technische Details
Wie andere Emulatoren dieser Art werden durch Daemon Tools optische Laufwerke (z. B. für CDs oder DVDs) virtualisiert. Dabei werden zuvor sogenannte Speicherabbilder der optischen Medien erstellt, um diese dann von der Festplatte in einem virtuellen Laufwerk wiederzugeben.
Das von Daemon Tools emulierte, virtuelle Laufwerk wird dabei als ein weiteres optisches Laufwerk präsentiert. Für den Nutzer unterscheidet es sich auch in der Bedienung nicht von tatsächlich vorhandenen, physischen Laufwerken.

## Anwendungsgebiete
Wie andere Emulatoren dieser Art erspart Daemon Tools die Nutzung von physischen Datenträgern.
Außerdem kann mit Daemon Tools Software verwendet werden, die nur in Form eines Abbildes (Image) zur Verfügung gestellt wird. In Daemon Tools Lite ist es möglich, bis zu vier virtuelle Laufwerke zu erstellen und daher mehrere Abbilder gleichzeitig zu laden. Daemon Tools kann zudem mit Hilfe von Rootkittechnologien viele aktuelle Kopierschutz-Verfahren (SafeDisc, SecuROM, Tagès oder StarForce) umgehen. Um dies zu verhindern, verweigern wiederum einige Programme den Start auf Computern, auf denen Daemon Tools installiert ist.

## Unterstützte Formate
- b6t (Blindwrite 6)
- b5t (Blindwrite 5)
- bwt (Blindwrite, ältere Versionen)
- ccd (CloneCD)
- cdi (Discjuggler)
- cue/bin
- img
- iso
- mds (Media Descriptor File – ab Version 4.09 auch verschlüsselt und komprimiert)
- mdx (erweiterte Media Descriptor File)
- nrg (Nero Burning ROM)
- isz (UltraISO – verschlüsselt und komprimiert)

Durch Plugins kann Unterstützung für weitere Formate hinzugefügt werden.

## Kritik
Daemon Tools wird dafür kritisiert, das Nutzerverhalten bezüglich der verwendeten Images zu protokollieren und über Dritte auszuwerten. Selbst wenn bei der Installation explizit angegeben wurde, dass man der Überwachung des Nutzungsverhaltens und der Protokollierung der Programmaktivitäten nicht zustimmt, werden dennoch alle Daten an den internen Statistikdienst MountSpace weitergeleitet. Dieser Statistik-Dienst wurde mit der Version DAEMON Tools Lite 4.40.1 eingeführt, ältere Versionen sollten also nicht betroffen sein. Die gesammelten, persönlichen Daten enthalten beispielsweise Image-Hash, Imagedateiname, Datenträgername sowie Anzahl der Einbindungen, die den IP-Adressen der Nutzer zugeordnet sind. Von Datenschutz kann keine Rede sein, ggf. können derlei Logdaten auch für die Benutzer strafrechtlich relevante Folgen nach sich ziehen.